# Деліо Гамбоа
Деліо Гамбоа Рентерія (ісп. Delio Gamboa Rentería, 28 січня 1936, Буенавентура — 23 серпня 2018, Калі) — колумбійський футболіст, що грав на позиції нападника.
Виступав, зокрема, за клуб «Мільйонаріос», а також національну збірну Колумбії. Входить до числа найкращих колумбійських футболістів XX століття. Учасник чемпіонату світу 1962 року та двох чемпіонатів Південної Америки.

## Клубна кар'єра
Деліо Гамбоа почав грати у футбол в рідному місті і в 19 років виступав за збірну департаменту Вальє-дель-Каука, з яким став переможцем аматорського чемпіонату країни. Після цього успіху Деліо вирішив перейти на професіональний рівень. Він не зміг потрапити до «Америки Калі» через своє негритянське походження, оскільки в ті часи в калійському футболі зберігалися расові забобони. Натомість у 1957 році Деліо підписав контракт з «Атлетіко Насьйоналем» з Медельїна, в якому провів два сезони, взявши участь у 37 матчах чемпіонату, в яких забив 22 голи. 
У 1959 році, за рекомендацією Ефраїна Санчеса, що грав в «Атласі», Гамбоа перейшов в мексиканську команду «Депортіво Оро». Команда з Гвадалахари набирала силу на рубежі десятиліть і зуміла придбати талановитого колумбійця. За підсумками свого перебування в Мексиці Гамбоа двічі поспіль був визнаний найкращим легіонером чемпіонату. У «Оро» грав у парі з Маріно Клінгером, з яким ще в 1956 році виграв аматорський чемпіонат Колумбії.
У 1961 році Деліо повернувся на батьківщину. Він став ключовим гравцем у складі столичного «Мільйонаріоса», який чотири рази поспіль, з 1961 по 1964 рік, ставав чемпіоном Колумбії. Також у 1963 році «мільйонери» виграли і Кубок Колумбії, оформивши «золотий дубль». У 1966 році Гамбоа перейшов в «Санта-Фе» і в перший же рік допоміг команді виграти чемпіонат Колумбії — п'ятий для самого футболіста. В останні роки клубної кар'єри «Маравілья» (тобто «Диво») виступав за «Онсе Кальдас» та «Депортес Толіму».
Завершив ігрову кар'єру у команді «Мільйонаріос», у складі якої вже виступав раніше. Повернувся до неї 1973 року і захищав її кольори до припинення виступів на професійному рівні у 1974 році. В цілому зіграв 452 офіційних матчі і забив 166 голів у чемпіонаті і Кубку Колумбії.
З 1989 по 2009 рік працював тренером молодіжної команди «Мільйонаріос».

## Виступи за збірну
13 березня 1957 року дебютував в офіційних іграх у складі національної збірної Колумбії в матчі чемпіонату Південної Америки 1957 року у Перу проти Аргентини. Незважаючи на те, що в першій же грі Деліо відзначився забитим голом, «кафетерос» крупно поступилися більш потужному супернику з рахунком 2:8. На тому турнірі Гамбоа, як правило, був гравцем основного складу, лише одного разу вийшовши на заміну в матчі проти Чилі. У грі з Еквадором Гамбоа оформив дубль і допоміг своїй команді здобути перемогу 4:1. Колумбія фінішувала на п'ятому місці з семи учасників чемпіонату.
Згодом у складі збірної був учасником чемпіонату світу 1962 року у Чилі. На турнірі Гамбоа зіграв весь перший матч проти Уругваю 30 травня 1962 року в груповому турнірі і більше на полі не з'являвся. Уругвайці здобули перемогу 2:1. Без Деліо колумбійська команда зіграла внічию зі збірною СРСР (4:4) і розгромно поступилася Югославії (0:5) та не зуміла вийти з групи на своєму дебютному мундіалі.
У наступному році Гамбоа вдруге зіграв на континентальному чемпіонаті. Цього разу на чемпіонаті Південної Америки 1963 року у Болівії, де Колумбія фінішувала на останньому (сьомому) місці на турнірі і не зуміла здобути жодної перемоги. Деліо Гамбоа відзначився забитим голом у ворота збірної Бразилії, але це не врятувало від великої поразки — 1:5.
Останню гру у складі «кафетерос» Деліо Гамбоа провів 11 грудня 1966 року проти Чилі. У цьому матчі відбіркового турніру до чемпіонату Південної Америки 1967 року колумбійці зіграли внічию 0:0, але через поразку в першій грі 2:5 не зуміли кваліфікуватися на турнір в Уругваї. Загалом протягом кар'єри у національній команді, яка тривала 10 років, провів у її формі 24 матчі, забивши 7 голів.
Помер 23 серпня 2018 року на 83-му році життя у місті Калі.

## Титули і досягнення
- Чемпіон Колумбії (5): 1961, 1962, 1963, 1964, 1966
- Володар Кубка Колумбії (1): 1963